# Lulu et le Matou

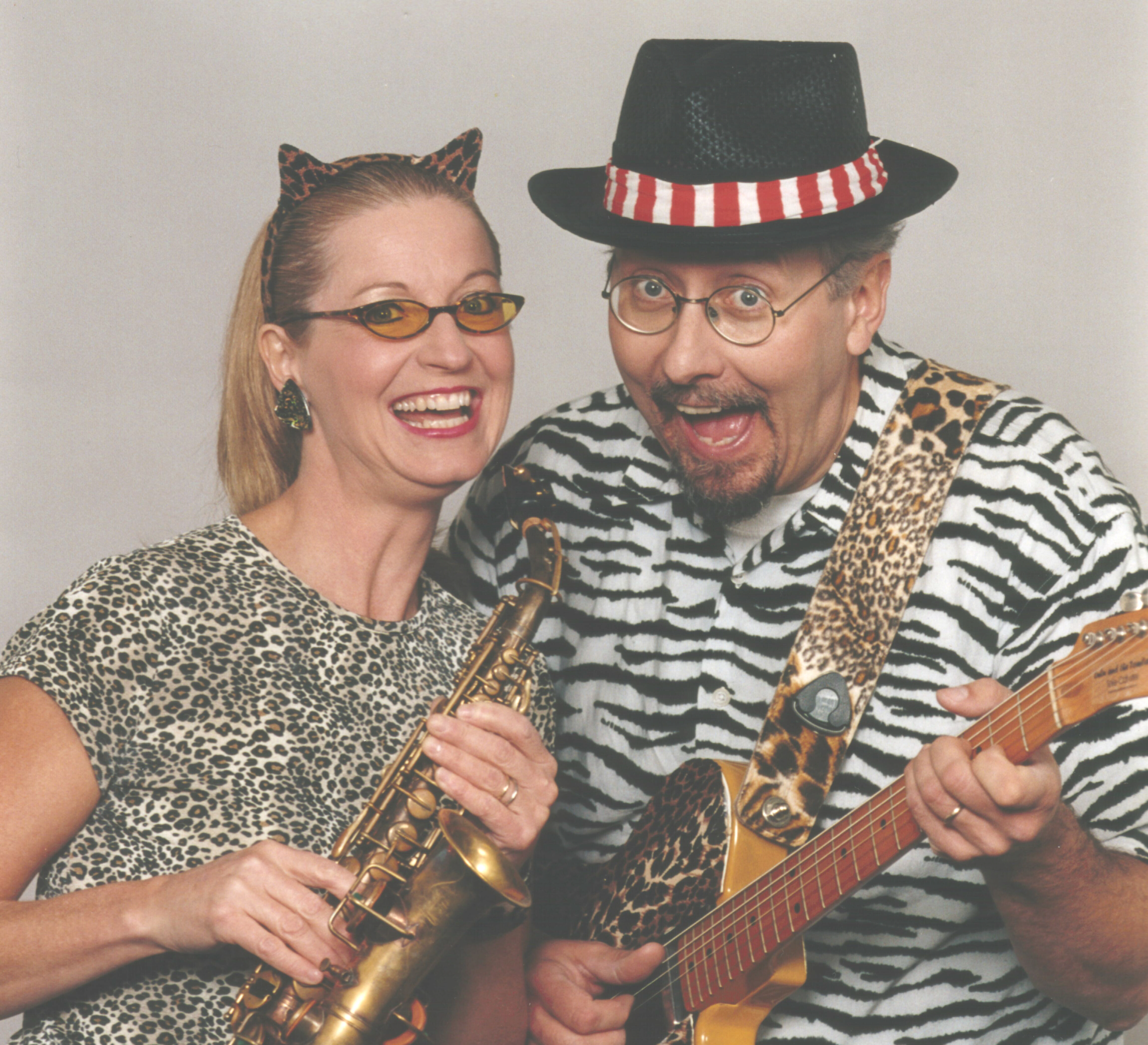
LuLu et le Matou.

Lulu et le Matou (en anglais : LuLu and the TomCat) est un groupe musical spécialisé dans la chanson enfantine et l'apprentissage des langues étrangères. Ce groupe musical a produit plusieurs disques et ouvrages. Ils ont donné de nombreux concerts dans plusieurs pays.

## Présentation
Lori LuLu (LuLu) et Thomas Neufeld (le Matou) se sont rencontrés à l'université de Montréal en 2001. Ils se sont installés ensuite à Roland dans la province du Manitoba d'où est originaire Lori LuLu. Celle-ci est devenue enseignante et Thomas Neufeld bibliothécaire.
Ils forment un groupe d'animation bilingue, original et interactif, qui a une grande passion pour les animaux. Ils jouent plusieurs instruments de musique et ils utilisent des marionnettes, des accessoires, ainsi qu'une large variété de styles musicaux dans le but d'amuser les enfants de tout âge et les adultes.

## Tournées internationales

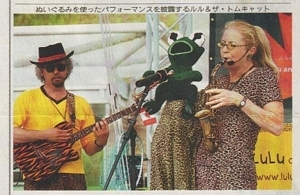
LuLu et la Matou à l'Expo international d'Aichi en 2005.

En 2005, LuLu et le Matou sont choisis par le gouvernement canadien pour participer à l'Exposition internationale de 2005 à Aichi, au Japon.
En 2006, ils ont visité des écoles et des centres communautaires à Cuba.
En 2007, Tournée au Canada avec récitals et spectacles en Colombie-Britannique, en Saskatchewan, en Ontario et au Québec.
En 2008, ils ont joué à Ottawa pour la fête du Canada.
En 2010, ils ont joué à l'ambassade canadienne à Washington, D.C..

## Productions

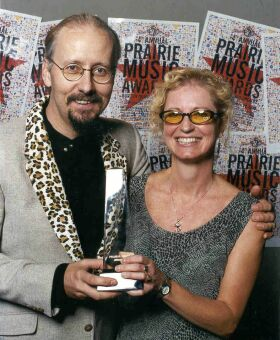
LuLu et le Matou au Prairie Music Award.

LuLu et le Matou ont produit neuf albums et 48 livres à ce jour. Leur premier CD en français est accompagné de neuf fascicules présentant une méthode innovante d'apprentissage du français. <<Apprendre le français par la chanson! Quoi de plus agréable que de se laisser bercer par Lulu et le Matou. Faites de la musique est un DC pour tout le monde!>> Philippe Le Dorze (Coordonnateur du programme d'immersion française et des langues secondes Pembina Trails School Division).
En septembre 2008, ils éditent leur album, Rock fossiles incluant 14 chansons sur les dinosaures.
Leur deuxième CD en français, Le dragon Gaston, accompagné de 12 livrets d'accompagnement, a été publié en Mars 2010 et a reçu le "Western Canadian Music Award nomination for Francophone Album of the Year" (le Prix canadien de l'Ouest pour l'album de musique francophone de l'année).
Leur enregistrement Lullaby LuLu, un recueil de berceuses pour adultes et enfants a été édité le 26 octobre 2010. Leur troisième album en français intitulé "Le Chat Botté" a reçu une nomination pour Album francophone de l'année aux Prix canadien de l'Ouest et être en nomination pour Album de l'année dans la catégorie "Enfants" aux Junos, le dimanche 15 mars, 2015 à Hamilton, Ontario.

## Récompenses

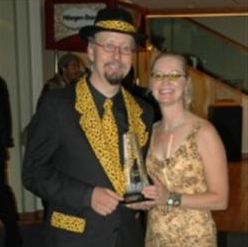
Prix au WCMA award.

Le groupe a reçu trois récompenses de l'association Parents' Choice Award. Ils ont reçu également des prix et distinctions pour le Children's Music Web Award, le Western Canadian Music Award, le Prairie Music award, et deux Canadian Children's Book Centre "Our Choice" awards pour leurs compositions originales. Sur leurs neuf albums, cinq ont été nommés par le WCMA et deux albums ("All the Cats Were Playin'" et 3,2,1 Kadoozee) ont reçu le Prix WCMA.
LuLu et le Matou a été sélectionnés comme finaliste au Gala manitobain de la chanson 2010. Ce Gala est pour les artistes auteur-compositeur-interprète un tremplin pour se faire mieux connaître sur la scène nationale canadienne de la chanson francophone.

## Discographie
- All the Cats Were Playin' (2001)
- 3,2,1 Kadoozee (2003)
- Stick To It! (2005)
- Faites de la musique! (2007)
- Fossil Rock (2008)
- Le dragon Gaston (2010)
- Lullaby LuLu (2010)
- The World of Odd (2012)
- Le Chat Botté (2013)